# Northern Mindanao
Northern Mindanao (Tagalog: Hilagang Mindanao) oder Region X ist eine Region der Philippinen.
Sie beinhaltet fünf Provinzen:
- Misamis Oriental mit ihren Städten Gingoog City und Cagayan de Oro,
- Misamis Occidental mit Oroquieta City, Tangub City und Ozamis City,
- Bukidnon mit Malaybalay City und Valencia City,
- die Provinz Lanao del Norte mit der Stadt Iligan City und
- nicht zuletzt die Inselprovinz Camiguin.

Das Verwaltungszentrum ist Cagayan de Oro.
Die Provinz Lanao del Norte gehörte zuvor der Region XII (SOCCSKSARGEN) an, wurde durch den Executive Order Nr. 36 aber Northern Mindanao zugewiesen.

## Geographie
Northern Mindanao wird im Osten durch Caraga begrenzt, im Westen durch Zamboanga Peninsula und im Süden von Davao-Region, SOCCSKSARGEN und Autonomous Region in Muslim Mindanao. Im Norden befindet sich die Küstenlinie der Region entlang der Mindanaosee.
Die Landschaft bietet im Binnenland neben weiten Ebenen, vereinzelte Bergzüge, raue Hügellandschaften und ausgedehnte Plateaus.
Der Bezirk vereint eine Gesamtfläche von 20.496 km². 6.571 km² davon ist unbesiedeltes oder brach liegendes Land. 13.925 km², also 67,9 % der Bezirksfläche, ist Waldgebiet.

## Demographie und Sprache
Im gesamten Bezirk leben 4.689.302 Menschen (Stand 2015).
Die Bevölkerungsdichte betrug 2010 160,4 Menschen pro km².
Die Mehrheit der Einwohner ist in früheren Zeiten von den Nachbarinseln Cebu und Panay eingewandert. Daneben gibt es auch Abkömmlinge der Volksgruppen Waray-waray, Tagalog und Marano.
Die am häufigsten gesprochene Sprache ist Cebuano, vertreten sind aber auch Maranao und Manobo. Die Sprachen Tagalog und Englisch werden in den Schulen gelehrt und deshalb in der Region ebenfalls verstanden.

## Wirtschaft
Da der überwiegende Teil der Region von Wald bedeckt ist, ist die Holzverarbeitung und der Holzexport ein wichtiger wirtschaftlicher Faktor. Ein weiterer ist der Fischfang und der Vertrieb anderer Meeresprodukte aus der nahen Mindanaosee. Die Region ist zudem der drittgrößte Produzent von Mais und Bananen.
Während die Industrialisierung eine wichtige Komponente der zukünftigen Entwicklung darstellt, ist das primäre Nahziel der Region der Anbau von Früchten, Reis und verschiedenen Gemüsesorten. Eine bedeutende Bildungseinrichtung ist die Mindanao State University.

## Politische Gliederung

### Verwaltungsgliederung
Der Bezirk gliedert sich in fünf Provinzen mit insgesamt 85 Verwaltungsgemeinden. Diese sind wiederum unterteilt in 2.020 Barangays (Ortsteile).
Die Provinz besteht aus insgesamt elf Kongress-Distrikten.
| Provinz            | Hauptstadt      | Einwohner (2000) | Fläche (km²) | Einwohner pro km² |
| ------------------ | --------------- | ---------------- | ------------ | ----------------- |
| Bukidnon           | Malaybalay City | 1.060.265        | 8.293,8      | 127,8             |
| Camiguin           | Mambajao        | 74.232           | 229,8        | 323,0             |
| Lanao del Norte    | Tubod           | 758.123          | 3.092        | 245,0             |
| Misamis Occidental | Oroquieta City  | 486.723          | 1.939,3      | 251,0             |
| Misamis Oriental   | Cagayan de Oro  | 1.126.215        | 3.570        | 315,0             |

### Städte
| Städte          | Provinz            | Einwohner (2000) | Fläche (km²) | Einwohner pro km² |
| --------------- | ------------------ | ---------------- | ------------ | ----------------- |
| Cagayan de Oro  | Misamis Oriental   | 461.877          | 488,86       | 944,8             |
| Iligan City     | Lanao del Norte    | 355.061          | 813,37       | 479,5             |
| Gingoog City    | Misamis Oriental   | 102.379          | 649,8        | 157,5             |
| Malaybalay City | Bukidnon           | 123.672          | 1082,6       | 114,2             |
| Oroquieta City  | Misamis Occidental | 59.843           | 263,93       | 226,7             |
| Ozamis City     | Misamis Occidental | 110.420          | 164,1        | 672,9             |
| Tangub City     | Misamis Occidental | 49.695           | 165,73       | 756,0             |
| Valencia City   | Bukidnon           | 147.924          | 621,63       | 238,0             |

## Klima
In den Provinzen der Region gehen das ganze Jahr über gelegentliche, gewitterartige Regenfälle nieder. Die üppige tropische Vegetation, ihre vielen natürlichen Quellen und die Höhenlagen des Innenlandes machen das Klima angenehm mild.
Da die Region außerhalb des Taifungürtels liegt, der die nördlichen Teile der Philippinen streift, sind stürmische Winde hier sehr selten zu befürchten.

## Bildungseinrichtungen
- Bukidnon State University
- Mindanao State University
- Central Mindanao University

## Sehenswürdigkeiten
- Der Mangima-Canyon in Fortich, Bukidnon
- Die „Hängenden Leitern“ (hanging ladders), ein steil aufsteigendes Kliff am Mt. Palaspas in Sumilang.
- Der Mount Kitanglad Range Natural Park in Nord-Zentral Bukidnon
- Der Mount Kalatungan Range Natural Park und der Mount-Malindang-Nationalpark
- Die Katibawasan-Wasserfälle in Mambajao in Camiguin.
- Der Mount Hibok-Hibok, der aktivste Vulkan der Insel Camiguin.
- Die heißen Quellen von Ardent am Mt. Hibok-Hibok.
- Die Maria-Cristina-Wasserfälle bei Iligan City, Lanao del Norte
- Die Limunsudan-Wasserfälle bei Iligan City, Lanao del Norte
- Das Initao-Libertad Protected Landscape/Seascape
- Der Mount Balatukan Range Natural Park
- Der Mount Inayawan Range Natural Park